# Malé plavidlo

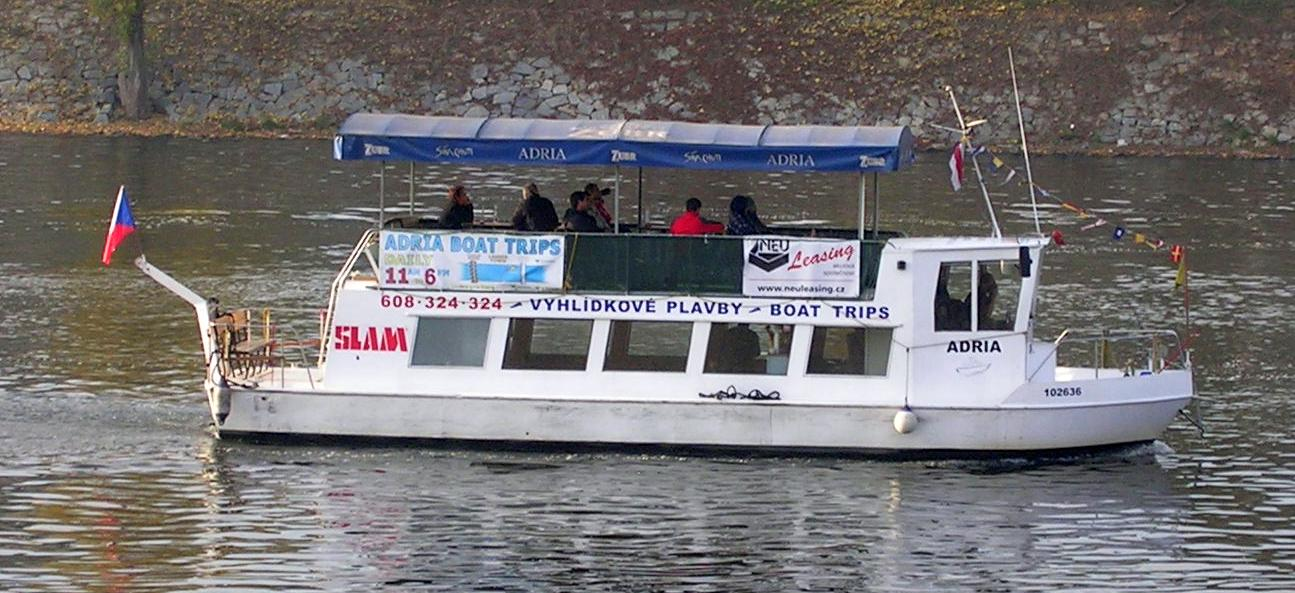
Loď Adria

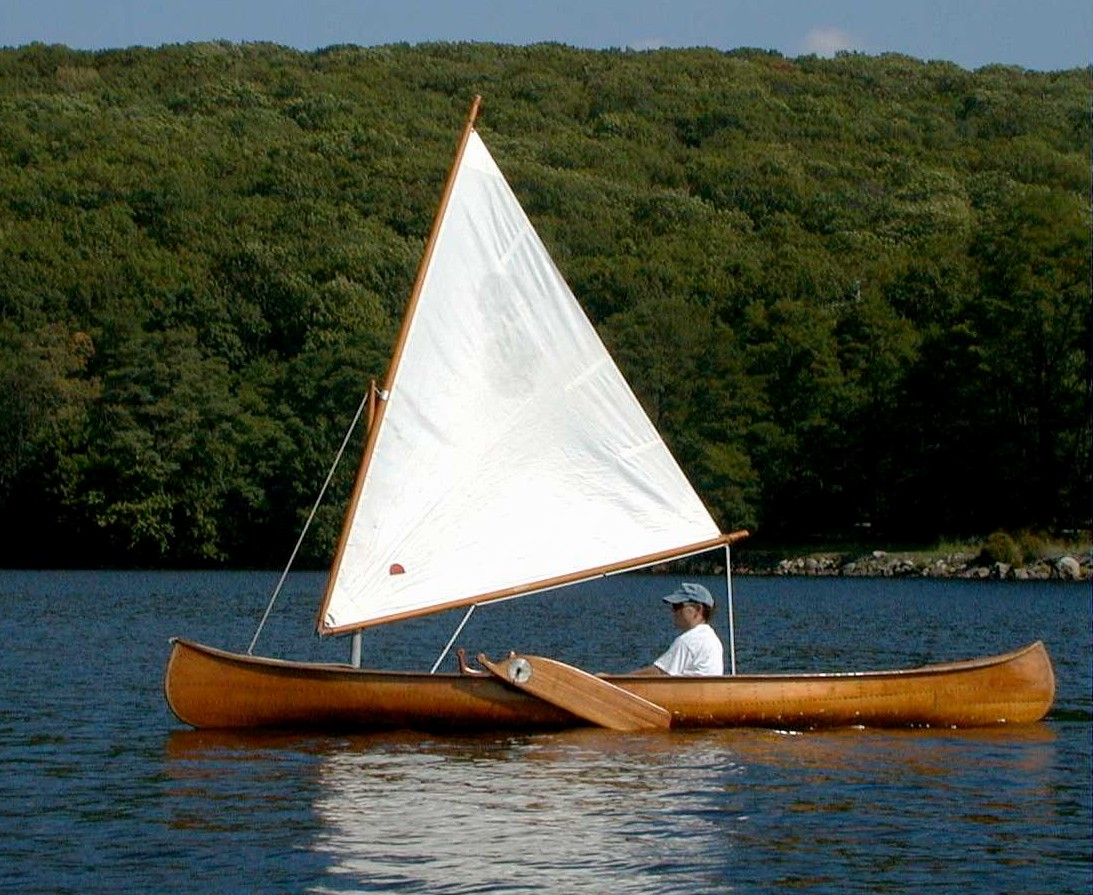
Kanoe

Malé plavidlo je v českém právu označení pro plavidla obdobná lodím, která však svou velikostí nesplňují parametry lodě ve smyslu terminologie zavedené zákonem. Malým plavidlem se rozumí loď, jejíž délka nepřesahuje 20 m a která není určena nebo používána k vlečení, tlačení nebo vedení v bočně svázané sestavě jiných než malých plavidel, k přepravě více než 12 osob a která není převozní lodí. Pokud však plavidlo nesplňuje některé základní charakteristiky lodi, pak do kategorie malých plavidel nepatří, ale může se jednat o tzv. jiné ovladatelné plovoucí těleso (tam patří například vor), případně plovoucí zařízení nebo plovoucí stroj.

## Dělení
Malá plavidla jsou právními předpisy rozdělena do tří skupin:
- malá plavidla bez vlastního strojního pohonu a bez plachet
- malá plavidla s vlastním strojním pohonem
- malá plavidla s plachtou (ve vyhlášce označovaná legislativní zkratkou plachetnice)

## Vybraná malá plavidla
Český zákon o vnitrozemské plavbě vyčleňuje z malých plavidel tzv. „vybraná malá plavidla“, která na rozdíl od ostatních malých plavidel nepodléhají evidenci. Do této skupiny patří malá plavidla o celkové hmotnosti včetně povoleného zatížení do 1000 kg nebo s vlastním strojním pohonem o výkonu do 4 kW nebo s celkovou plochou plachet do 12 m2. Plavidla nepodléhající evidenci nemusí být označena poznávacími znaky a nepodléhají ani povinnosti schvalování způsobilosti.
Pro vedení „vybraného malého plavidla“ není třeba průkaz způsobilosti vůdce malého plavidla, ale vést je může každý, kdo je seznámen s technikou vedení plavidla a v potřebném rozsahu i s pravidly plavebního provozu. Pro vybraná malá plavidla bez strojního pohonu neplatí žádné věkové omezení, vybraná malá plavidla se strojním pohonem s výkonem do 4 kW může vést jen osoba od 15 let věku.

## Právní odlišnosti
K provozu zahraničních malých plavidel na vodních cestách České republiky není na rozdíl od jiných kategorií plavidel třeba povolení. Způsobilost typu u malých plavidel schvaluje jako plavební úřad Státní plavební správa, zatímco u lodí Ministerstvo dopravy.
Ve většině případů mají podle Řádu plavební bezpečnosti lodě přednost před malými plavidly a malá plavidla nesmí vyžadovat, aby se jim lodě vyhýbaly; bezpečná vzdálenost při křížení je stanovena na 200 metrů. Malá plavidla bez plachet musí uvolnit cestu malým plavidlům s plachtami, malá motorová plavidla musí uvolnit cestu bezmotorovým. Malé plavidlo bez strojního pohonu nesmí míjet koupající se osobu ve vzdálenosti menší než 3 metry, u ostatních plavidel je stanovena vyšší vzdálenost.
Žádná malá plavidla nejsou vyjmuta z povinnosti ohlásit nehodu Státní plavební správě.

## Technické požadavky
Na malá plavidla podléhající evidenci se vztahuje mnoho technických požadavků, jejichž splnění je předmětem schvalování způsobilosti plavidla.
Na „vybraná malá plavidla“ se nevztahuje naprostá většina konstrukčních a dokumentačních požadavků kladených na ostatní malá plavidla a vztahuje se na ně pouze pár ustanovení ohledně výstroje plavidla, která se vztahují na všechna malá plavidla:
- plavidlo o celkové hmotnosti do 500 kg musí být vybaveno vyvazovacím lankem nebo řetízkem delším 5 m a alespoň jedním pádlem nebo vesly, těžší plavidla musí být vybavena vyvazovacím lankem delším 15 metrů, bidlem a záchranným kruhem nebo jiným vhodným záchranným prostředkem; plavidlo delší než 7 metrů musí mít ještě druhé vyvazovací lanko
- plavidlo o celkové hmotnosti do 500 kg musí být vybaveno nádobkou pro vylévání vody nebo houbou, těžší malá plavidla musí být vybavena nádobkou pro vylévání vody a vědrem s lankem. Kajutové plavidlo musí mít čerpadlo k čerpání vody z lodního tělesa.
- malé plavidlo s vlastním strojním pohonem musí mít příslušenství ke strojnímu zařízení a nářadí pro jeho drobné opravy.